# Terre de Nuyts
 (avril 2023).
Si vous disposez d'ouvrages ou d'articles de référence ou si vous connaissez des sites web de qualité traitant du thème abordé ici, merci de compléter l'article en donnant les références utiles à sa vérifiabilité et en les liant à la section « Notes et références ».

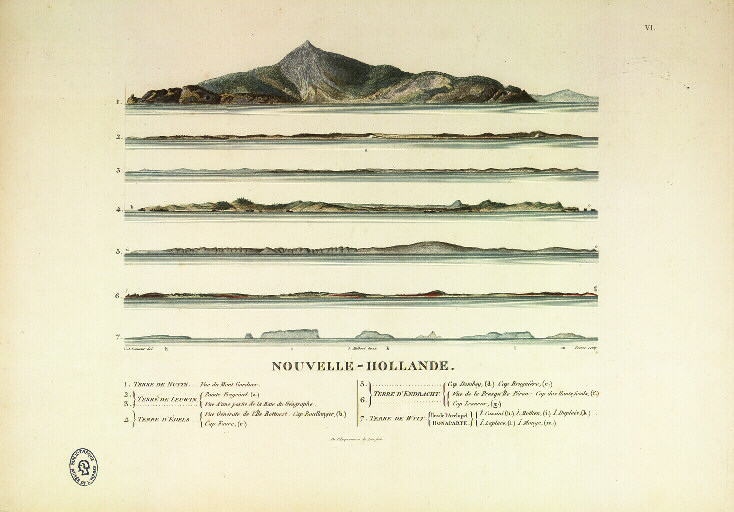
Illustration du Voyage de découvertes aux terres australes représentant différentes côtes de la Nouvelle-Hollande, parmi lesquelles certaines situées en Terre de Nuyts.

Terre de Nuyts est le nom que l'on donnait au XVIIe siècle en français à une région côtière de l'Australie alors que cette dernière était encore appelée Nouvelle-Hollande. Portant le nom de son découvreur en 1627, l'aventurier hollandais Pieter Nuyts, elle est délimitée par la terre de Leeuwin à l'ouest et par la terre Napoléon à l'est. Elle occupait le littoral sud de l'actuelle Australie-Occidentale ainsi que les rivages les plus à l'ouest de l'Australie-Méridionale.